# Franck Biancheri

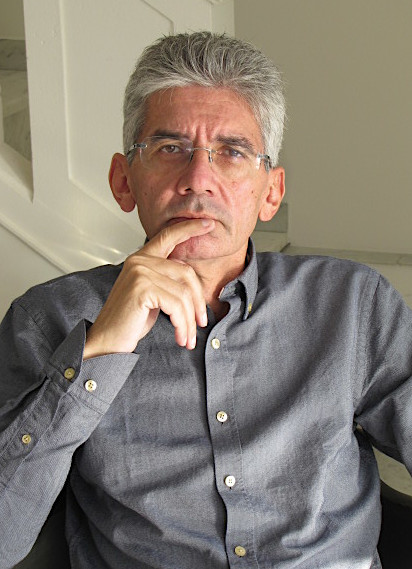
Franck Biancheri

Franck Biancheri (Nice, 11 maart 1961 – Parijs, 30 oktober 2012) was een Frans politicus en politicoloog. Hij is een van de oprichters van het ERASMUS-programma. Hij was tot vlak voor zijn dood de directeur van het Europees Laboratorium voor Politieke Anticipatie (Leap/Europe2020) en voorzitter van de Europese politieke partij Newropeans.

## Biografie
In 1985, toen een leerling, stichtte hij het eerste grote Europese studentennetwerk op, AEGEE, dat uiteindelijk meer dan 12.000 leden in 70 Europese universiteitssteden in 1988 had. In 1987 overtuigde hij François Mitterrand, president van Frankrijk, om zich in het openbaar in te zetten voor de financiering van het Erasmus-programma, waardoor het eerste grote Europese "burger"-programma voor jongeren het daglicht zag. 
In de Europese verkiezingen van 1989, begon Biancheri samen met andere Europeanen aan het bouwen van een trans-Europese politieke beweging, een Europees initiatief voor democratie (BDI).
Vanaf 1991 begon hij, door middel van een aantal netwerken van verenigingen waaronder de vereniging Prometheus-Europa, de betrekkingen te ontwikkelen tussen de EU en de verschillende continenten en regio's van de wereld (Oost-Europa, Arabische wereld, Latijns-Amerika, en Noord-Amerika). In 1997, in het Blair House, tijdens de Europees-Amerikaanse top in Washington, lanceerde hij TIESWeb, de eerste web-portal voor de trans-Atlantische dialoog tussen de en de Europese en Amerikaanse samenlevingen. 
In 2003 maakte hij deel uit van een lijst van 20 'helden' gekozen door de lezers van de Time Europe site. In 2010 maakte hij, voor zijn werk in ERASMUS, deel uit van een selectie samengesteld door de "Spaanse Stichting voor wetenschap en technologie", van 14 Europese persoonlijkheden die de  wereld veranderd hebben in de afgelopen twintig jaar.
Sinds 2006 was hij wetenschappelijk coördinator van de denktank Leap/Europe2020 waarvan de publicaties in vroeg stadium verwachtingen van de wereldwijde systeemcrisis in februari 2006 en de opstand in Egypte sinds 2008 al snel verbazing en interesse wekte.
Hij heeft in de zomer van 2011 zijn uitvoerende taken overgedragen en was ere-voorzitter van Newropeans, de beweging die hij oprichtte in januari 2005.